# Кузино (Дорогобужский район)
 Кузино— деревня в Смоленской области России, в Дорогобужском районе. Расположена в центральной части области в 15 км к юго-западу от Дорогобужа, в 7,5 км южнее автодороги Р134 «Старая Смоленская дорога» Смоленск — Дорогобуж — Вязьма — Зубцов.
Население — 249 жителей (2007 год). Административный центр Кузинского сельского поселения.

## История
Название образовано от разговорного варианта календарного имени Кузьма. Как деревня известна с 17 века, в 18 веке, с построением деревянного храма Преображения Господня, стало селом. Каменная церковь в честь Сретения Господня была построена А.И.Барышниковым в 1863 году. Владельцы: Храповицкие, Барышниковы. В 1890 году при храме открыта школа грамоты. Следует уточнить, что старое Кузино располагалось на территории современной деревни Долгиново, а новое Кузино отстроено в 2 км к северо-востоку уже в 20 веке. В конце 1930-х годов здание церкви приспособили под школу. Во время оккупации фашисты устроили в здании церкви дом отдыха, куда приезжали на 2 недели с фронта военные. В начале 1960-х годов здание церкви разобрали и сделали свинарник. Сейчас на этом месте ничего не осталось.

## Экономика
Основная школа (1986-2004 средняя), библиотека, сельский дом досуга, врачебный пункт.

## Достопримечательности
Памятник Владимиру Ильичу Ленину.
Стадион "Центральный", для любительских футбольных дворовых команд. До сих пор проходят футбольные поединки местного значения.